# Nippon Maru (Schiff, 1930)
Die Nippon Maru (jap. 日本丸, dt. Schiff Japan) ist eine Viermastbark aus Stahl, die heute als Museumsschiff in einem umgebauten Dock vor dem Yokohama Maritime Museum (横浜マリタイムミュージアム, Yokohama maritaimu myūjiamu), Japan liegt. Sie wurde in der Kawasaki-Werft in Kōbe unter der Baunummer 557 als Segelschulschiff für die Schule der Handelsmarine gebaut und lief am 27. Januar 1930 vom Stapel. 
Entworfen wurde die Nippon Maru genau wie ihr Schwesterschiff, die Kaiwo Maru in Leith, Schottland. Beide Schiffe waren für das japanische Kultusministerium (文部省, mombushō) als Schulschiffe auf dem Pazifik unterwegs. Die Nippon Maru besuchte dabei viermal die Vereinigten Staaten und fünfmal Hawaii. 
Während des Zweiten Weltkriegs wurde sie bis auf die Masten abgetakelt und lief für das Postministerium (逓信省, teishinshō) als Frachtschiff unter Motorkraft innerhalb Japans Gewässern. Nach dem Krieg wurde sie zu 29 Repatriierungsfahrten für japanische Staatsbürger (25.423 Personen) eingesetzt. Von 1952 bis 1984 fuhr sie dann erneut als Segelschulschiff, auch wieder auf Strecken in die USA (Teilnahme an der 200-Jahr-Feier), bevor sie von der Nippon Maru (II) abgelöst wurde.
Seit dem 28. April 1984 liegt sie in einem aus Stein gebauten, gefluteten Trockendock im Gebiet Minato Mirai 21, einem ehemaligen Hafen- und Werftviertel, das nun ein Büro- und Freizeitgebiet ist. Das Dock, in dem die Nippon Maru liegt, gehörte früher Mitsubishi Heavy Industries und wurde 1899 gebaut. 
Sowohl die Nippon Maru als auch das Seefahrtmuseum und der umliegende Park werden von einer Stiftung (財団法人帆船日本丸記念財団, zaidanhōjin hansen Nippon-maru kinen zaidan, dt. Stiftung zum Gedenken an das Segelschiff Nippon Maru) unterhalten. Das Schiff ist für die Öffentlichkeit zugänglich.

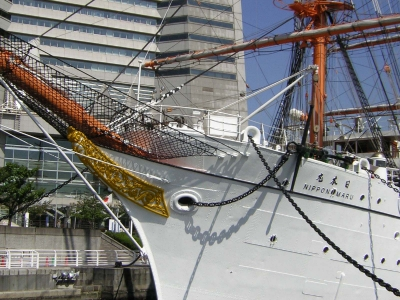
Galionsfigur
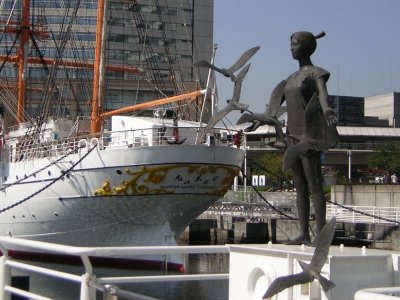
Heckansicht